# Brachycaudus rhinariatus
Brachycaudus rhinariatus är en insektsart. Brachycaudus rhinariatus ingår i släktet Brachycaudus och familjen långrörsbladlöss. Inga underarter finns listade i Catalogue of Life.